# Atout cœur (film, 1931)
Pour les articles homonymes, voir Atout Cœur.
Pour plus de détails, voir Fiche technique et Distribution.
Atout cœur est un film français réalisé par Henry Roussel, sorti en 1931.

## Synopsis
La mère de la charmante Arlette veut que sa fille épouse un aristocrate ; on la marie donc. Mais, fâcheusement, l'époux s'avère être un filou et le comte n'est pas le bon. Arlette se met en quête du comte légitime, Robert de Trembly-Matour, elle le rencontre, il lui plait et elle lui plait.

## Fiche technique
- Réalisation : Henry Roussel
- Scénario : d'après la pièce de Félix Gandéra
- Décors : Lucien Aguettand
- Photographie : Fédote Bourgasoff, Raoul Aubourdier, Marc Bujard
- Son : Roger Handjian
- Musique : Ralph Erwin et paroliers René Pujol, Charles-Louis Pothier
  - Chansons du film : Si j'aimais (Valse chantée) et Je viens vers toi (Java)
- Production : Pathé-Natan
- Pays d'origine :  France
- Format : Noir et blanc - 35 mm - 1,37:1
- Durée : 95 minutes
- Genre : Comédie
- Date de sortie : France, 6 octobre 1931

## Distribution
- Alice Cocéa : Arlette Millois
- Florelle : Sylvine
- Jean Angelo : le comte Robert de Trembly-Matour
- Marcel Lévesque : le baron Gingleux
- Saturnin Fabre : Lefol
- Raymond Cordy : Finois
- Christiane Delyne : l'Anglaise
- Doumel : un client au cinéma
- André Dubosc : le magistrat Le Huchard
- Jane Loury : Madame Millois mère
- Jean Numès : Gilbert, le domestique
- Pierre Butin : Marc
- Claude Marsane : Madame Palette
- Colette Borelli : une petite fille
- Blanche Estival
- Jean Marconi
- Georges Gorby
- Jacques Christiany
- Robert de Fabre
- Rolla France